# Linda Grant
Linda Grant (* 15. Februar 1951 in Liverpool) ist eine britische Schriftstellerin und Journalistin.

## Leben
Ihre Vorfahren waren jüdische Emigranten aus Polen und Russland. Sie besuchte zunächst die Belvedere Academy (Girls’ Day School Trust) in Liverpool und studierte von 1972 bis 1975 Anglistik an der University of York in York. Sie reiste 1977 nach Kanada und setzte das Studium an der McMaster University in Hamilton fort, die sie als Master of Arts (M. A.) abgeschlossen hat. Das postgraduales Studium absolvierte sie bis 1984 in Vancouver an der Simon Fraser University. Sie kam im Jahr 1985 nach Großbritannien zurück und begann als Journalistin an der Tageszeitung The Guardian. Von 1995 bis 2000 war sie dort als Feuilletonistin tätig, davon in der Zeit 1997–1998 als Kolumnistin in G2.
Linda Grant debütierte im Jahr 1993 mit der Monografie Versext. Die sexuelle Revolution. Geschichte und Utopie (Sexing the Millennium. A Political History of the Sexual Revolution). Es folgten weitere Sachbücher und Belletristik. Für die Romane When I Lived in Modern Times und The Clothes on Their Backs erhielt sie bedeutende Preise. Im Jahr 2003 reiste sie nach Israel und verfasste das Buch The People on the Street. A Writer's view of Israel. Sie ist langjähriges Mitglied der Royal Society of Literature. Die University of York verlieh ihr 2012 die Ehrendoktorwürde.

## Werke

### Sachbücher
- Sexing the Millennium. A Political History of the Sexual Revolution. HarperCollins U.K., London 1993
  - dt. Übersetzung von Maren Klostermann: Versext. Die sexuelle Revolution. Geschichte und Utopie. Klein, Hamburg 1994, ISBN 978-3-89521-013-6. → Taschenbuch/Lizenzausgabe 1996, Bastei Lübbe, Bergisch Gladbach 1996, ISBN 978-3-404-60426-5.
- Remind Me Who I Am. Again Granta Books, London 1998
- The People on the Street. A Writer's view of Israel. Virago Press, London 2006
- The Thoughtful Dresser. Virago Press, London 2009

### Belletristik
- The Cast Iron Shore. Granta Books, London 1995
- When I Lived in Modern Times. Granta Books, London 2000
- Still Here. Little Brown May, London 2002
  - dt. Übersetzung von Giovanni und Ditte Bandini: Eigentlich eine Liebeserklärung. Roman. Claassen-Verlag, München 2003, ISBN 978-3-546-00336-0  →  zweite Auflage: Verlag List, Berlin 2005, ISBN 978-3-548-60488-6.
- The Clothes on their Backs. Virago Press, London 2008
- We Had It So Good. Virago Press, London 2011
- Upstairs at the Party. Virago Press, London 2014
- A Stranger City. Virago Press, London 2019
- The Story of the Forest. Virago Press, London 2023
  - dt. Übersetzung von Brigitte Jakobeit: Die trotzige Schönheit der Welt. Roman. Rowohlt Berlin, Berlin 2023, ISBN 978-3-7371-0189-9.

## Preise und Auszeichnungen
- 2000: Orange Prize for Fiction für When I Lived in Modern Times
- 2001: Jewish Quarterly-Wingate Prize in der Kategorie „Fiction“ für When I Lived in Modern Times
- 2006: Lettre Ulysses Award in der Kategorie „Reportage“ für The People on the Street. A Writer's view of Israel
- 2009: South Bank Sky Arts Award  für The Clothes on Their Backs
- 2009: Nominierung für Man Booker Prize für The Clothes on Their Backs
- 2012: Ehrendoktorin der University of York
- 2020: Wingate Literary Prize für A Stranger City